# 谷岡心結
谷岡 心結（たにおか みゆ、2004年7月14日 - ）は、日本のキッズダンサー。株式会社ヒップジェイブに所属。2024年6月現在、所属事務所ヒップジェイブの写真、プロフィールが2015年頃より更新されておらず、現在の所属事務所や最近の活動等一切不明。

## ダンス歴
- ヒップホップ 3年
- ロックダンス 1年
- LA ヒップホップ 2年

## 出演

### 子供番組
- いないいないばあっ! あつまれ!ワンワンわんだーらんど（2013年4月 - 2014年3月 NHK Eテレ）バウ役

### テレビドラマ
- ACMA:GAME 第3話・最終話（2024年4月21日・6月9日、日本テレビ） - 「SUPER FUNKY PIXIEs」メンバー・MIYU 役[1]

### CM
- Qoo